# عشرب خماسي العروق
عشرب خماسي العروق (الاسم العلمي:Exacum quinquenervium) هو نوع من النباتات يتبع جنس العشرب من الفصيلة الجنطيانية.